# Nick Lang
Nick Lang (Budapest, 28 luglio 1972) è un attore pornografico ungherese.

## Biografia
Esordisce nel 1995 nel film Triple X 8, in cui recita a fianco di Lea Martini, Alain Deloin e David Perry.
Da allora ha preso parte ad un numero elevato di pellicole, ben 649, ed è tuttora in attività.
Tra gli ultimi lungometraggi, quelli del 2011: si tratta di High Heels and Glasses 2, diretto da Alex Romero.

## Riconoscimenti
- 2006 AVN Award Best Sex Scene in a Foreign Shot Production[1]
- 2009 AVN Award Best Sex Scene in a Foreign Shot Production[1]

## Filmografia
- Dick and Jane Return to Hungary (1993)
- Coming Of Nikita (1995)
- Private Stories 1 (1995)
- Private Stories 2 (1995)
- Private Stories 4 (1995)
- Private Video Magazine 26 (1995)
- Study In Sex (1995)
- Triple X 5 (1995)
- Triple X 6 (1995)
- Triple X 7 (1995)
- Triple X 8 (1995)
- Amazonas (1996)
- Anita (1996)
- Chase (1996)
- Friends in Sex (1996)
- Private Dancer (1996)
- Private Stories 10 (1996)
- Private Stories 11 (1996)
- Private Stories 13 (1996)
- Private Stories 14 (1996)
- Private Stories 15 (1996)
- Private Stories 7 (1996)
- Private Stories 8 (1996)
- Private Stories 9 (1996)
- Triple X 10 (1996)
- Triple X 16 (1996)
- Triple X 17 (1996)
- Triple X 19 (1996)
- Triple X 9 (1996)
- Operation Sex Siege (1997)
- Private Castings X 4 (1997)
- Private Castings X 5 (1997)
- Private Stories 18 (1997)
- Private Stories 26 (1997)
- Ricordi Morbosi (1997)
- Sex Voyage (1997)
- Triple X 24 (1997)
- Triple X 25 (1997)
- Voyeur 10 (1997)
- Amanda's Diary 1 (1998)
- Art of Love (1998)
- Big Titties of Europe 1 (1998)
- Cuntry Club (1998)
- Euro Angels 3 (1998)
- Euro Angels 4 (1998)
- European Sex Chronicles (1998)
- Fresh Meat 6 (1998)
- Ladies of the Night (1998)
- Lecher 1 (1998)
- Lethal Information (1998)
- Perché alle donne piace prenderlo in culo (1998)
- Pickup Lines 30 (1998)
- Pirate Video 6: Broken Dreams (1998)
- Pirate Video 7: Sex Club (1998)
- Pirate Video 8: Powerslave (1998)
- Pirate Video 9: Sins of the Flesh (1998)
- Private Castings X 7 (1998)
- Private Triple X Files 11: Jennifer (1998)
- Private Triple X Files 12: Eat Up (1998)
- Private Triple X Files 7: Laura (1998)
- Private Triple X Files 9: Hyapatia (1998)
- Secrets of Kamasutra (1998)
- Sex Dreamers (1998)
- Sodomania 25 (1998)
- Sodomania 26 (1998)
- Tatiana 2 (1998)
- Up Your Ass 9 (1998)
- Voyeur 11 (1998)
- Voyeur 12 (1998)
- 2 on 1 3 (1999)
- 2 on 1 4 (1999)
- Amanda's Diary 2 (1999)
- Amanda's Diary 3 (1999)
- Amanda's Diary 4 (1999)
- Amanda's Diary 5 (1999)
- Anal Babes of Budapest (1999)
- Big Babies in Budapest 3 (1999)
- Big Babies in Budapest 4 (1999)
- Camping Extrem (1999)
- Colpi di Pennello (1999)
- Devil in the Flesh (1999)
- Eternal (1999)
- Euro Babes 2 (1999)
- Euro Gang Bang (1999)
- Euro Tramps 3 (1999)
- Faute (1999)
- Fresh Meat 8 (1999)
- Fuck Food Company (1999)
- Lap Dance (1999)
- Nice Rack 2 (1999)
- Oversexed Video Magazine 3 (1999)
- Pickup Lines 44 (1999)
- Pickup Lines 45 (1999)
- Private Castings X 17 (1999)
- Private Castings X 18 (1999)
- Private XXX 1 (1999)
- Private XXX 3 (1999)
- Private XXX 4 (1999)
- Private XXX 5 (1999)
- Private XXX 7 (1999)
- Quelle Brave Ragazze (1999)
- Sex Sliders (1999)
- Sodomania 30 (1999)
- Sodomania: Gang Bang 1 (1999)
- Sodomania: Orgies 1 (1999)
- Sodomania: Orgies 2 (1999)
- Superstition (1999)
- Tease (1999)
- Ultimate Fuckers (1999)
- Up Your Ass 10 (1999)
- Uranus Experiment 1 (1999)
- Uranus Experiment 2 (1999)
- Uranus Experiment 3 (1999)
- Verfickten Zwillinge (1999)
- Video Adventures of Peeping Tom 20 (1999)
- Voyeur 15 (1999)
- Anal Usury (2000)
- Black Label 16: Santo Domingo Connection (2000)
- Blonds On Fire (2000)
- Bocche di Commesse (2000)
- Butthole Angels 1 (2000)
- Computerized Sex Cravings (2000)
- Cuba (2000)
- Cucci - Delitto a Luci Rosse (2000)
- Doom Fighter 1: Trip to Zolt's World (2000)
- Durchgefickt und Abgesaugt (2000)
- Erica (2000)
- Fresh Euro Flesh 1 (2000)
- Fresh Euro Flesh 3 (2000)
- Fresh Euro Flesh 5 (2000)
- Fresh Meat 10 (2000)
- Fresh Meat 9 (2000)
- Haunted Love (2000)
- Hot Babes In Heat (2000)
- Mafia's Revenge (2000)
- Oversexed Video Magazine 1 (2000)
- Phone Sex (2000)
- Pickup Lines 48 (2000)
- Pickup Lines 51 (2000)
- Pickup Lines 52 (2000)
- Pickup Lines 54 (2000)
- Pickup Lines 56 (2000)
- Pickup Lines 59 (2000)
- Private Black Label 12: Julia (2000)
- Private Black Label 15: Indiana Mack 1 (2000)
- Private Castings X 22 (2000)
- Private Penthouse 3: Dangerous Things 1 (2000)
- Private XXX 11: High Level Sex (2000)
- Private XXX 12: Sex, Lust And Video-tapes (2000)
- Private XXX 8 (2000)
- Private XXX 9 (2000)
- Professoressa di Lingue (2000)
- Sex Bazaar 3 (2000)
- Sex Online (2000)
- Video Adventures of Peeping Tom 22 (2000)
- Video Adventures of Peeping Tom 29 (2000)
- Virginia's Story (2000)
- Voyeur 18 (2000)
- Asian Fever 3 (2001)
- Asian Fever 5 (2001)
- Black Label 19: Eternal Love (2001)
- Buttman's Bend Over Babes 5 (2001)
- Desert Camp Sex Exchange (2001)
- Eve Insane Obsession (2001)
- Fresh Meat 12 (2001)
- Globetrotting 2 (2001)
- Holiday In and Out (2001)
- Hotel Desire (2001)
- In the News (2001)
- Indiana Mack 2: Sex in the Desert (2001)
- Labyrinth of the Senses (2001)
- Onorevole (2001)
- Oversexed Video Magazine 5 (2001)
- Oversexed Video Magazine 6 (2001)
- Oversexed Video Magazine 8 (2001)
- Parrucchiere di Provincia (2001)
- Passions à Saint-Dominique (2001)
- Pickup Babes 2 (2001)
- Pickup Babes 3 (2001)
- Pickup Babes 4 (2001)
- Pickup Lines 64 (2001)
- Pickup Lines 66 (2001)
- Pickup Lines 67 (2001)
- Private Black Label 20: Brides And Bitches (2001)
- Private Castings X 29 (2001)
- Private Life of Bettina (2001)
- Private Life of Monique Covet (2001)
- Private Life of Nikki Anderson (2001)
- Private Reality 1: Sexy Temptation (2001)
- Private Reality 3: From Behind is OK (2001)
- Private Reality 4: Just Do it to Me (2001)
- Private XXX 13: Sexual Heat (2001)
- Private XXX 14: Cum With Me (2001)
- Private XXX 15: Total Desire (2001)
- Sex Fashion (2001)
- Tropical Cock-Tale (2001)
- Video Adventures of Peeping Tom 32 (2001)
- Virtualia 3: Dark Side 1 (2001)
- Virtualia 4: Dark Side 2 (2001)
- Virtualia 5: Dark Side 3 (2001)
- Voyeur 20 (2001)
- 2 Deep 1 (2002)
- Amplesso (2002)
- Asian Fever 10 (2002)
- Asian Fever 11 (2002)
- Asian Fever 6 (2002)
- Asian Fever 7 (2002)
- Asian Fever 8 (2002)
- Asian Fever 9 (2002)
- Barely Legal 22 (2002)
- Black Label 27: Love Story (2002)
- Campus Confessions 2 (2002)
- Campus Confessions 3 (2002)
- China Box (2002)
- Desiderando Giulia (2002)
- Enjoy 1 (2002)
- Erotic Education of Andrea (2002)
- European Union 2 (2002)
- EXXXplosion (2002)
- Fiore di Carne (2002)
- Fresh Butts And Natural Tits 1 (2002)
- Fresh Butts And Natural Tits 5 (2002)
- Fresh Butts and Natural Tits 6 (2002)
- Fresh Meat 13 (2002)
- Legal Skin 4 (2002)
- Legal Skin 6 (2002)
- Legal Skin 8 (2002)
- Melanie's School Of Sex (2002)
- Mr. Beaver Checks In 12 (2002)
- Nice Rack 10 (2002)
- Penocchio (2002)
- Pickup Babes 7 (2002)
- Pickup Lines 71 (2002)
- Pickup Lines 72 (2002)
- Pickup Lines 73 (2002)
- Private Black Label 23: Guns And Rough Sex (2002)
- Private Black Label 25: Love Is In The Web (2002)
- Private Castings X 32 (2002)
- Private Castings X 35 (2002)
- Private Castings X 39 (2002)
- Private Castings X 41 (2002)
- Private Gladiator 1 (2002)
- Private Gladiator 3: The Sexual Conquest (2002)
- Private Life of Claudia Ricci (2002)
- Private Life of Lynn Stone (2002)
- Private Life of Sophie Evans (2002)
- Private Life of Wanda Curtis (2002)
- Private Movies 6: 5 Keys Of Pleasure (2002)
- Private Orgies (2002)
- Private Reality 7: Wild Adventures (2002)
- Private Reality 8: Summer Love (2002)
- Segretario a tempo pieno (2002)
- Sex Lawyer (2002)
- Sex Secrets of the Paparazzi (2002)
- Video Adventures of Peeping Tom 35 (2002)
- Virtualia 6: Lost In Sex (2002)
- Voyeur 22 (2002)
- Voyeur's Favorite Blowjobs And Anals 6 (2002)
- Young Latin Girls 1 (2002)
- A Simple Love Story (2003)
- Anal Seduction 1 (2003)
- Anal Seduction 2 (2003)
- Anal Seduction 3 (2003)
- Asian Fever 13 (2003)
- Asian Fever 14 (2003)
- Asian Fever 15 (2003)
- Ass Angels 1 (2003)
- Ass Cream Pies 3 (2003)
- Cleopatra 1 (2003)
- Contacts (2003)
- Crack Her Jack 1 (2003)
- Desideri Morbosi di una Moglie Infedele (2003)
- Euro Angels Hardball 20: DP Mania (2003)
- Flesh Circus (2003)
- Hustler Confidential 2: Smooth As Satin (2003)
- Just Juggs (2003)
- Legal Skin 10 (2003)
- Legal Skin 11 (2003)
- Letterine senza mutandine (2003)
- Maid to Fuck (2003)
- Measure For Measure (2003)
- Mr. Beaver Checks In 17 (2003)
- Night With Melanie (2003)
- North Pole 42 (2003)
- North Pole 44 (2003)
- Pickup Babes 10 (2003)
- Pickup Babes 9 (2003)
- Pickup Lines 78 (2003)
- Pleasures Of The Flesh 1 (2003)
- Pleasures Of The Flesh 4 (2003)
- Pleasures Of The Flesh 5 (2003)
- Private Castings X 44 (2003)
- Private Life of Dora Venter (2003)
- Private Life of Laura Angel (2003)
- Private Life of Rita Faltoyano (2003)
- Private Reality 13: Explosive Women (2003)
- Private Reality 14: Girls of Desire (2003)
- Private Reality 15: Never Say No (2003)
- Private Reality 19: Beds of Sin (2003)
- Private Reality 20: Forbidden Games (2003)
- Private Xtreme 7: Body Shock (2003)
- Private Xtreme 8: Deep Obsessions (2003)
- Settimo Paradiso (2003)
- Sex And Guns (2003)
- Sexy Game (2003)
- Succulence (2003)
- Tentazioni Perverse di una Coppia Perbene (2003)
- Three for All 3 (2003)
- Voyeur 26: Torpedo Slam (2003)
- Affari di Sorelle (2004)
- Ass Drippers 1 (2004)
- Big Natural Tits 12 (2004)
- Black Out (2004)
- Cherry Bomb 2 (2004)
- Christoph's Beautiful Girls 16 (2004)
- Christoph's Beautiful Girls 17 (2004)
- Come tira la patatina (2004)
- Dangerously Alone (2004)
- Desires of the Innocent 3 (2004)
- Destino (2004)
- Euro Angels Hardball 25 (2004)
- Euro Domination 1 (2004)
- Exxxtraordinary Euro Babes 1 (2004)
- Fino a Farmi Male (2004)
- Fresh Jugs 1 (2004)
- Gaper Maker 3 (2004)
- Immorale (2004)
- Incredible Gulp 2 (2004)
- Incredible Gulp 3 (2004)
- Juicy Lips 2 (2004)
- Legal Skin 13 (2004)
- Legal Skin 14 (2004)
- Major's Lady (2004)
- Modern History (2004)
- Pickup Lines 80 (2004)
- Planting Seeds 1 (2004)
- Pokerwom (2004)
- Private Life of Jessica May (2004)
- Private Life of Kate More (2004)
- Private Life of Mercedes (2004)
- Private Life of Sandra Iron (2004)
- Private Life of Stacy Silver (2004)
- Private Sports 6: Soccer Girls (2004)
- Private XXX 19: Chain Reaction (2004)
- Riding the Riviera (2004)
- Sex Factor (2004)
- Sex Lies And Internet (2004)
- Sex Symbol (2004)
- Sexy Euro Girls 2 (2004)
- Six Pack (2004)
- Tentazione (2004)
- Three for All 4 (2004)
- Voyeur 28 (2004)
- Voyeur 29 (2004)
- Voyeur's Favorite Blowjobs And Anals 8 (2004)
- Adventures of Venus Hill - The Legend of Gold Bar (2005)
- All You Can Eat 1 (2005)
- Anal Asspirations 2 (2005)
- Ass Drippers 2 (2005)
- Ass Drippers 3 (2005)
- Attrazione di Donna (2005)
- Big Natural Tits 13 (2005)
- Big Natural Tits 14 (2005)
- Christoph's Beautiful Girls 20 (2005)
- Christoph's Beautiful Girls 21 (2005)
- Crack Her Jack 4 (2005)
- Doppia identità di Anna Brumer (2005)
- Double Game (2005)
- DP Fever 1 (2005)
- DP Fever 2 (2005)
- Euro Angels Hardball 26 (2005)
- Euro Domination 4 (2005)
- Euro Domination 5 (2005)
- Exotic Dreams (2005)
- Exxxtraordinary Euro Babes 4 (2005)
- Exxxtraordinary Euro Babes 5 (2005)
- Fassinating 1 (2005)
- Finalmente Sandy (2005)
- Fresh Jugs 2 (2005)
- Fresh Meat 20 (2005)
- Fuck Your Neighbour (2005)
- Gang Up 1 (2005)
- Hotel LuXXXury (2005)
- Incontro Proibito (2005)
- Internal Violations 3 (2005)
- Internal Violations 4 (2005)
- Leg Action 2 (2005)
- Legal Skin 17 (2005)
- Lost Pleasure (2005)
- Mission Possible 1 (2005)
- Mission Possible 2 (2005)
- No Mercy 1 (2005)
- Ossessione (2005)
- Phetish Phantasy 1 (2005)
- Private Bukkake 2: Cum Splash (2005)
- Private Bukkake 3: Milk Shake (2005)
- Private Life of Sandy Style (2005)
- Private Movies 17: Taste of Pleasure (2005)
- Private Story Of Lucy Lee (2005)
- Private Xtreme 20: Hungry Asses (2005)
- Private Xtreme 21: Anal Fuckathon (2005)
- Private XXX 21: Inside Sex, Sex Inside (2005)
- Private XXX 23: Fuck My Ass (2005)
- Private XXX 27: Open Legs Open Minds (2005)
- Private XXX 28: What Wet Bitches (2005)
- Pure Anal 1 (2005)
- Raw Sex Trio 2 (2005)
- Sandy's Girls 2 (2005)
- Sandy's Girls 3 (2005)
- Sex Connection (2005)
- Sex Rebels (2005)
- Stone Of Pleasure (2005)
- Swallow (2005)
- Swank Extreme 1 (2005)
- Swank XXX 2 (2005)
- Thassit 1 (2005)
- Thassit 2 (2005)
- Thassit 3 (2005)
- Thassit 4 (2005)
- Thassit 5 (2005)
- That's a Mouth Full (2005)
- Tini Tonik 2 (2005)
- Unfaithfully Yours (2005)
- Veronica Da Souza (2005)
- Vita Segreta di Jasmine (2005)
- Voglie di Gloria (2005)
- Voyeur's Best Anal Blonde Cocksuckers (2005)
- Wish Cum True (2005)
- XXX Teens 2 (2005)
- XXX Teens 3 (2005)
- XXX Teens 4 (2005)
- Addio al nubilato (2006)
- Amuleto (2006)
- Anal Empire 1 (2006)
- Anal Empire 3 (2006)
- Anale da urlo (2006)
- Andromeda 121 (2006)
- Angel Perverse 2 (2006)
- Angel Perverse 4 (2006)
- Ass Reamers 2 (2006)
- Asscore 2 (2006)
- Big Natural Breasts 8 (2006)
- Big Natural Tits 15 (2006)
- Big Natural Tits 16 (2006)
- Boobstravaganza 2 (2006)
- Code Name Mata Hari 1 (2006)
- Code Name Mata Hari 2 (2006)
- Cream Pie Perfection (2006)
- Cum Fever 1 (2006)
- Divina (2006)
- Double Dynamite 1 (2006)
- Double Play (2006)
- Emotions (2006)
- Erocity 1 (2006)
- Euro Domination 6 (2006)
- Euro Domination 7 (2006)
- Euro Domination 8 (2006)
- Euro Domination 9 (2006)
- Fassinating 3 (2006)
- Filthy Teens 2 (2006)
- Gang Up 2 (2006)
- Gent 5 (2006)
- Just 18 8 (2006)
- Leg Love 3 (2006)
- Mike In Action (2006)
- Obsession (2006)
- Phetish Phantasy 3 (2006)
- Private Football Cup 2006 (2006)
- Private XXX 30: All You Need is Sex (2006)
- Private XXX 33: Some Fuck It Hot (2006)
- Pure Anal 4 (2006)
- Red Passion (2006)
- Salieri Football 2: La Febbre Del Tradimento (2006)
- Sandy's Girls 5 (2006)
- Sex Overdrive (2006)
- Swank Extreme 3 (2006)
- Swank XXX 6 (2006)
- Swank XXX 8 (2006)
- Swindle (2006)
- Tango (2006)
- Thassit 6 (2006)
- Thassit 7 (2006)
- Thassit 8 (2006)
- Voyeur 32 (2006)
- XXX Teens 5 (2006)
- All Internal 5 (2007)
- All Internal 6 (2007)
- Anal Assassins (2007)
- Anal Empire 4 (2007)
- Analizator 2 (2007)
- Ass Traffic 1 (2007)
- Ass Traffic 2 (2007)
- Ass Traffic 3 (2007)
- Big Breasted Beautiful Babes 6 (2007)
- Big Breasted Beautiful Babes 7 (2007)
- Cotton Panties 5 (2007)
- Crack Her Jack 9 (2007)
- Dolce Perversa (2007)
- DP Fanatics 4 (2007)
- DP Fever 3 (2007)
- Esagerate (2007)
- Evil Nurse (2007)
- Forever Sex (2007)
- Gent 8 (2007)
- Girls Over 40 2 (2007)
- Hardcore Fever 4 (2007)
- Jordan's Anal Hotties (2007)
- Lady Zoom I Love My Sandwich Open Face (2007)
- Latina Deluxe 2 (2007)
- Lost Honour (2007)
- MILF Next Door 1 (2007)
- Movie Star (2007)
- Perver City 1 (2007)
- Prime Cups 1 (2007)
- Prime Cups 3 (2007)
- Raul Cristian's Sperm Swap 3 (2007)
- Scent of a Girl (2007)
- Sex Hospital 1 (2007)
- Sex Hospital 2 (2007)
- Sex Survivors 2 (2007)
- Specialist (2007)
- Swank XXX 13 (2007)
- Tamed Teens 1 (2007)
- Tamed Teens 2 (2007)
- Tamed Teens 3 (2007)
- Tea-bags And Tossed Salads (2007)
- Tempter 2 (2007)
- XXX Teens 8 (2007)
- XXX Teens 9 (2007)
- All Internal 7 (2008)
- All Internal 8 (2008)
- All Internal 9 (2008)
- Anal Master Class (2008)
- Analizator 3 (2008)
- Ass Traffic 4 (2008)
- Ass Traffic 5 (2008)
- Asspirin 1 (2008)
- Big Butt Attack 1 (2008)
- Big Natural Tits 21 (2008)
- Big Tit-Mania (2008)
- Busty Riding Academy (2008)
- Cherry (2008)
- Cindy Hope is Fresh on Cock (2008)
- Cum For Cover 1 (2008)
- Cum For Cover 2 (2008)
- Defend Our Porn (2008)
- Domination Zone 2 (2008)
- Downward Spiral (2008)
- Gangbang Junkies 1 (2008)
- Gangbang That Bitch That Doesn't Bang (2008)
- Glamour Dolls 4 (2008)
- GM Affair (2008)
- Great Big Boobies 3 (2008)
- Il Piacere Del Peccato (2008)
- Italian Sexy Paradise 3 (2008)
- Latina Deluxe 3 (2008)
- Leg Action 10 (2008)
- Leg Action 11 (2008)
- Lovin' Anal 1 (2008)
- MILF Thing 1 (2008)
- MILF Thing 2 (2008)
- MILF Thing 3 (2008)
- Night Fever 1 (2008)
- Perver City 2 (2008)
- Prime Cups 4 (2008)
- Prime Cups 5 (2008)
- Private Gold 100: Pornolympics: the Anal Games (2008)
- Segretaria (2008)
- Sex Hospital 3 (2008)
- SEXth Element (2008)
- Sperm Swap 4 (2008)
- Sperm Swap 5 (2008)
- Spermaholics (2008)
- Swank XXX 14 (2008)
- Tamed Teens 4 (2008)
- Tamed Teens 5 (2008)
- Tamed Teens 6 (2008)
- All Internal 10 (2009)
- All Internal 11 (2009)
- Anal Asspirations 11 (2009)
- Anal Citizens 1 (2009)
- Anal Payload (2009)
- Anal Violation 3 (2009)
- Analogical 1 (2009)
- Ass Traffic 6 (2009)
- Ass Traffic 7 (2009)
- Backdoor Lovers (2009)
- Big Asses 2 (2009)
- Big Butt Attack 4 (2009)
- Big Butt Attack 7 (2009)
- Big Natural Breasts 12 (2009)
- Brimfull Pleasures 1 (2009)
- Club Girls Hardcore 2 (2009)
- Cotton Panties 7 (2009)
- Cum For Cover 3 (2009)
- Cum For Cover 4 (2009)
- Cum For Cover 5 (2009)
- Cum For Cover 6 (2009)
- D Cup 2 (2009)
- D Cup 5 (2009)
- Deliveries in the Rear 3 (2009)
- Deviant Doctors (2009)
- Double Desires (2009)
- Double Loaded (2009)
- DP County (2009)
- Exploring Fantasies (2009)
- Gang Banged (2009)
- Gangbang Junkies 2 (2009)
- Gangbang Junkies 3 (2009)
- Gangbang Junkies 4 (2009)
- Gent 17 (2009)
- Gent 19 (2009)
- HarDP Work (2009)
- Have a Happy Fucking Birthday (2009)
- High PrASSure 1 (2009)
- Latina Deluxe 4 (2009)
- MILF Thing 4 (2009)
- MILF Thing 5 (2009)
- Office Sex 2 (2009)
- Perver City 3 (2009)
- Prime Cups 6 (2009)
- Prime Cups 7 (2009)
- Private Specials 23: EuroAnal Chicks (2009)
- Private Specials 29: 6 Sluts in Uniform Take It Up the Ass (2009)
- Sex in a Hot Place (2009)
- Sexclusive 1 (2009)
- Sperm Swap 6 (2009)
- Tamed Teens 7 (2009)
- Workers Compensation 2 (2009)
- All Internal 13 (2010)
- All Star 2 (2010)
- All Star MILFs (2010)
- All Star Teens 1 (2010)
- Anal Attack 1 (2010)
- Ass Titans 4 (2010)
- Ass Traffic 8 (2010)
- Asshole Virgins (2010)
- Ass-Spiring Performers (2010)
- Bang My Girl (2010)
- Big Addiction (2010)
- Big and Natural Tits (2010)
- Big Boobs Alert 1 (2010)
- Big Butt Attack 8 (2010)
- Big Cock for a Sexy Girl 1 (2010)
- Big Hooters (2010)
- Big Rack Attack 2 (2010)
- Blondies' Butts (2010)
- Boca Chica Blues (2010)
- Connection (2010)
- Cruel Media Conquers Romania (2010)
- Doll House 7 (2010)
- Double The Pleasure (2010)
- DP Maniacs (2010)
- Elegance (2010)
- Euro Sexy (2010)
- Footsie Babes 12 (2010)
- Fun Sex Titty Fuck (2010)
- Gang Bangers (2010)
- Gangbang Junkies 5 (2010)
- Girls Over 40 7 (2010)
- High PrASSure 2 (2010)
- Horny Housewives (2010)
- I Love It Double 1 (2010)
- I Love It Double 2 (2010)
- In Anal Sluts We Trust 1 (2010)
- In Anal Sluts We Trust 2 (2010)
- Jeny's A Pervert (2010)
- Jizz Jugglers 1 (2010)
- Kiss (2010)
- Laly's Angels (2010)
- Little Pig Tails (2010)
- Me and the Gang (2010)
- Meat Lovers 2 (2010)
- MILF Thing 6 (2010)
- Movement (2010)
- Natural Big 'Uns (2010)
- Natural Headlights (2010)
- Naughty Spanish Maids 1 (2010)
- Naughty Spanish Maids 2 (2010)
- Pop In Me 3 (2010)
- Private Gold 108: Cum In My Limousine (2010)
- Private Gold 109: Prime Minister's Sex Tape (2010)
- Private Gold 110: Miss Private - Battle Of The Big Boobs (2010)
- Private Gold 111: An XXXMas Sextravaganza (2010)
- Private Specials 32: Euro Chicks Love 2 Dicks (2010)
- Private Specials 42: Aletta's Amazing Big Boobs (2010)
- Reared Up (2010)
- Secretaries 3 (2010)
- Secrets 1 (2010)
- Secrets 2 (2010)
- Sexy Bitches (2010)
- Sheer Nylon (2010)
- Shot Glasses 4 (2010)
- Tamed Teens 8 (2010)
- Tamed Teens 9 (2010)
- Totally Loaded (2010)
- Trust Me I'm a Cum Thirsty Blonde (2010)
- Wanton Dreams (2010)
- Your Ass Is Next (2010)
- 2 at a Time (2011)
- All Internal 15 (2011)
- Amazing Headlights 1 (2011)
- Anal Attack 3 (2011)
- Anal Attack 7 (2011)
- Anal Deliveries 2 (2011)
- Ass Bangers 1 (2011)
- Ass Titans 5 (2011)
- Ass Traffic 9 (2011)
- Asshole Physics (2011)
- Ass-ploration (2011)
- Big Cock Cravings 1 (2011)
- Big Cock for a Sexy Girl 2 (2011)
- Boobie CUNTestant (2011)
- Busted Butts 1 (2011)
- Butt Hurt (2011)
- Butt Sex (2011)
- Cock Spread (2011)
- Cock Stuffed (2011)
- Cruel Media Conquers Hungary (2011)
- Cruel MILF (2011)
- Double Anal Pounding (2011)
- Double Penned (2011)
- Double Your Pleasure (2011)
- Erocity 6 (2011)
- Eur-a-MILF (2011)
- Excite (2011)
- Fleshly Divas (2011)
- Graphic DP 3 (2011)
- Great Big Tits (2011)
- High Heels and Glasses 2 (2011)
- Horny Little Angels (2011)
- Hose Monster 2 (2011)
- I Fucked My Boss (2011)
- In Anal Sluts We Trust 3 (2011)
- Inspiration (2011)
- Man Trap (2011)
- Only 2 Will Do 1 (2011)
- Sexy Girls Like It Big (2011)
- Slutty School Girls 1 (2011)
- Slutty School Girls 3 (2011)
- Sound Of Love (2011)
- Starstruck 1 (2011)
- Style (2011)
- Tiny Little Titties (2011)
- Too Cute (2011)
- 2 Dicks in 1 Girl (2012)
- Adventures In Anal (2012)
- All Internal 18 (2012)
- All Internal 19 (2012)
- All Internal 20 (2012)
- Anal Attack 10 (2012)
- Anal Attack 11 (2012)
- Anal Attack 9 (2012)
- Ass Bangers 2 (2012)
- Assfucked MILFs 2 (2012)
- Baby Got Boobs 9 (2012)
- Bangin' The Naughty Spot 1 (2012)
- Big Boobs Alert 2 (2012)
- Busted Butts 2 (2012)
- Cock Addiction (2012)
- Couples Seduce Couples 1 (2012)
- Couples Seduce Couples 2 (2012)
- Cruel DPs 1 (2012)
- Cruel DPs 2 (2012)
- Dad Is Fucking My Girlfriend (2012)
- Double Duty (2012)
- Extreme Naturals 4 (2012)
- Fill Her Up (2012)
- Fire In The Holes (2012)
- High Heels and Glasses 3 (2012)
- In Anal Sluts We Trust 4 (2012)
- In Anal Sluts We Trust 6 (2012)
- Oltraggio nel Culo (2012)
- Please Just Fuck Me (2012)
- Pure POV (2012)
- Pure POV 2 (2012)
- Secretaries 4 (2012)
- Sexual Harassment (2012)
- Sexual Rehab (2012)
- Sexy In Her Swimsuit (2012)
- SpermSwap in Europe 1 (2012)
- Young Girls Play Dirty (2012)
- All Internal 21 (2013)
- Big Tits in Uniform 9 (2013)
- Cruel DPs 3 (2013)
- Cum for Cover 9 (2013)
- In Anal Sluts We Trust 7 (2013)
- Sexology 1: The Depths of Female Pleasure (2013)
- SpermSwap In Europe 3 (2013)
- Untamed Teens (2013)